# Saison 2024 de l'ATP
Cet article traite de la saison 2024 de tennis masculin. Pour la saison féminine, voir Saison 2024 de la WTA.
Pour des articles plus généraux, voir 2024 en tennis et ATP Tour.
Vainqueurs des tournois majeurs
Cet article rassemble les résultats des tournois de tennis masculin de la saison 2024. Celle-ci est constituée de 67 tournois individuels et 2 compétitions par équipes répartis en plusieurs catégories :
- 63 organisés par l'ATP : 
  - l'United Cup (compétition mixte par équipes organisée conjointement avec la WTA) ;
  - les Masters 1000, au nombre de 9 ;
  - les ATP 500, au nombre de 13 ;
  - les ATP 250, au nombre de 38 ;
  - les ATP Finals qui réunissent les huit meilleurs joueurs et paires au classement ATP Race en fin de saison ;
  - les Next Generation ATP Finals qui réunissent les huit meilleurs joueurs de moins de 21 ans au classement ATP Race en fin de saison ;
- 6 organisés par l'ITF :
  - les 4 tournois du Grand Chelem ;
  - les Jeux olympiques qui se déroulent à Paris ;
  - la Coupe Davis (compétition par équipes).

Après avoir été relancée à Nice à l’été 2023, la Hopman Cup fait une pause en 2024 en raison de la tenue des Jeux olympiques qui doivent avoir lieu en France cette année et sur la même période.
Au début de la saison, Carlos Alcaraz, Marin Čilić, Novak Djokovic, Daniil Medvedev, Andy Murray, Rafael Nadal, Dominic Thiem et Stanislas Wawrinka sont les joueurs en activité qui ont remporté au moins un tournoi du Grand Chelem en simple.

## Nouveautés
En raison de la tenue des Jeux olympiques à Paris au mois de juillet, le calendrier subit un certain nombre de modifications. Le tournoi de Cabo San Lucas disputé la même semaine est déplacé au mois de février juste avant celui d'Acapulco. En conséquence, l'Open 13 de Marseille est avancé de deux semaines et celui de Montpellier est exceptionnellement organisé en même temps que le tour qualificatif de la Coupe Davis.
Habituellement organisé la première semaine de l'année, le tournoi de Pune est remplacé par celui de Hong Kong qui revient au calendrier, 22 ans après sa dernière édition.
L'éphémère tournoi de Banja Luka cède sa place à celui de Bucarest au mois d'avril.
En juillet, les tournois de Hambourg et de Kitzbühel sont avancés d'une semaine afin de faire de la place au tournoi olympique qui pour sa part est organisé en même temps que celui de Washington.
En fin de saison, l'Open du Japon reprend sa place habituelle, tandis que celui d'Astana qui se tiendra à Almaty se jouera après Shanghai. Enfin, la ville de Gijón retrouve un tournoi ATP après sa première édition tenue en 2022. Il s'agira du dernier tournoi de l'année avant le Masters.
Le barème des points ATP décernés lors des tournois est modifiée par rapport à l'année précédente.
|                 | Grand Chelem | Masters 1000 | ATP 500 | ATP 250 |
| --------------- | ------------ | ------------ | ------- | ------- |
| Victoire        | 2 000        | 1 000        | 500     | 250     |
| Finale          | 1 200        | 600          | 300     | 150     |
| 1/2 finale      | 720          | 360          | 180     | 90      |
| 1/4 de finale   | 360          | 180          | 90      | 45      |
| 1/8 de finale   | 180          | 90           | 45      | 20      |
| 3e tour (1/16)  | 90           | 45           |         |         |
| 2e tour (1/32)  | 45           | (25)         |         |         |
| 1er tour (1/64) | 10           | 10           | 0       | 0       |

|                 | Grand Chelem | Masters 1000 | ATP 500 | ATP 250 |
| --------------- | ------------ | ------------ | ------- | ------- |
| Victoire        | 2 000        | 1 000        | 500     | 250     |
| Finale          | 1 300        | 650          | 330     | 165     |
| 1/2 finale      | 800          | 400          | 200     | 100     |
| 1/4 de finale   | 400          | 200          | 100     | 50      |
| 1/8 de finale   | 200          | 100          | 50      | 25      |
| 3e tour (1/16)  | 100          | 50           | (25)    | (13)    |
| 2e tour (1/32)  | 50           | (30)         |         |         |
| 1er tour (1/64) | 10           | 10           | 0       | 0       |

Entre parenthèses, les points qui dépendent du nombre d'engagés dans le tournoi.

## Classements

### Évolution du top 10
| Rang | Nom                | Points |
| ---- | ------------------ | ------ |
| 1    | Novak Djokovic     | 11 245 |
| 2    | Carlos Alcaraz     | 8 855  |
| 3    | Daniil Medvedev    | 7 600  |
| 4    | Jannik Sinner      | 6 490  |
| 5    | Andrey Rublev      | 4 805  |
| 6    | Stéfanos Tsitsipás | 4 235  |
| 7    | Alexander Zverev   | 3 985  |
| 8    | Holger Rune        | 3 660  |
| 9    | Hubert Hurkacz     | 3 245  |
| 10   | Taylor Fritz       | 3 100  |

| Rang | Nom               | Points |
| ---- | ----------------- | ------ |
| 1    | Austin Krajicek   | 7 130  |
| 2    | Ivan Dodig        | 6 620  |
| 3    | Rohan Bopanna     | 6 390  |
| 4    | Matthew Ebden     | 6 390  |
| 5    | Horacio Zeballos  | 6 307  |
| 6    | Rajeev Ram        | 6 290  |
| 7    | Joe Salisbury     | 6 290  |
| 8    | Wesley Koolhof    | 6 170  |
| 9    | Neal Skupski      | 6 170  |
| 10   | Marcel Granollers | 6 127  |

| Rang | Nom              | Points |
| ---- | ---------------- | ------ |
| 1    | Jannik Sinner    | 11 830 |
| 2    | Alexander Zverev | 7 915  |
| 3    | Carlos Alcaraz   | 7 010  |
| 4    | Taylor Fritz     | 5 100  |
| 5    | Daniil Medvedev  | 5 030  |
| 6    | Casper Ruud      | 4 255  |
| 7    | Novak Djokovic   | 3 910  |
| 8    | Andrey Rublev    | 3 760  |
| 9    | Alex de Minaur   | 3 745  |
| 10   | Grigor Dimitrov  | 3 350  |

| Rang | Nom               | Points |
| ---- | ----------------- | ------ |
| 1    | Marcelo Arévalo   | 7 510  |
| 1    | Mate Pavić        | 7 510  |
| 3    | Jordan Thompson   | 6 655  |
| 4    | Marcel Granollers | 6 500  |
| 4    | Horacio Zeballos  | 6 500  |
| 6    | Nikola Mektić     | 5 930  |
| 7    | Kevin Krawietz    | 5 880  |
| 8    | Wesley Koolhof    | 5 840  |
| 9    | Tim Pütz          | 5 790  |
| 10   | Andrea Vavassori  | 5 785  |

### Statistiques du top 20
| Classement fin 2024 | Joueur             | Pays        | Points | Tournois joués | Tournois gagnés | Classement fin 2023 | + élevé en 2024 | - élevé en 2024 | Évolution 2023-24 |
| ------------------- | ------------------ | ----------- | ------ | -------------- | --------------- | ------------------- | --------------- | --------------- | ----------------- |
| 1                   | Jannik Sinner      | Italie      | 11 830 | 15             | 8               | 4                   | 1               | 4               | 3                 |
| 2                   | Alexander Zverev   | Allemagne   | 7 915  | 23             | 2               | 7                   | 2               | 7               | 5                 |
| 3                   | Carlos Alcaraz     | Espagne     | 7 010  | 16             | 4               | 2                   | 2               | 3               | 1                 |
| 4                   | Taylor Fritz       | États-Unis  | 5 100  | 24             | 2               | 10                  | 4               | 15              | 6                 |
| 5                   | Daniil Medvedev    | Neutre      | 5 030  | 21             | 0               | 3                   | 3               | 5               | 2                 |
| 6                   | Casper Ruud        | Norvège     | 4 255  | 26             | 2               | 11                  | 6               | 12              | 5                 |
| 7                   | Novak Djokovic     | Serbie      | 3 910  | 10             | 1               | 1                   | 1               | 7               | 6                 |
| 8                   | Andrey Rublev      | Neutre      | 3 760  | 26             | 2               | 5                   | 5               | 9               | 3                 |
| 9                   | Alex de Minaur     | Australie   | 3 745  | 21             | 2               | 12                  | 6               | 12              | 3                 |
| 10                  | Grigor Dimitrov    | Bulgarie    | 3 350  | 19             | 1               | 14                  | 9               | 14              | 4                 |
| 11                  | Stéfanos Tsitsipás | Grèce       | 3 165  | 23             | 1               | 6                   | 6               | 12              | 5                 |
| 12                  | Tommy Paul         | États-Unis  | 3 145  | 22             | 3               | 13                  | 12              | 17              | 1                 |
| 13                  | Holger Rune        | Danemark    | 3 025  | 23             | 0               | 8                   | 7               | 17              | 5                 |
| 14                  | Ugo Humbert        | France      | 2 765  | 26             | 2               | 20                  | 13              | 21              | 6                 |
| 15                  | Jack Draper        | Royaume-Uni | 2 685  | 24             | 2               | 61                  | 15              | 62              | 46                |
| 16                  | Hubert Hurkacz     | Pologne     | 2 640  | 20             | 1               | 9                   | 6               | 16              | 7                 |
| 17                  | Lorenzo Musetti    | Italie      | 2 600  | 28             | 0               | 27                  | 16              | 31              | 10                |
| 18                  | Frances Tiafoe     | États-Unis  | 2 585  | 26             | 0               | 16                  | 14              | 30              | 2                 |
| 19                  | Karen Khachanov    | Neutre      | 2 410  | 24             | 2               | 15                  | 15              | 27              | 4                 |
| 20                  | Arthur Fils        | France      | 2 355  | 28             | 2               | 36                  | 20              | 44              | 16                |

## Palmarès
| Grand Chelem     |
| Jeux olympiques  |
| ATP Finals       |
| ATP Masters 1000 |
| ATP 500          |
| ATP 250          |

### Simple
| No | Date       | Nom et lieu du tournoi                                        | Catégorie       | Dotation       | Surface      | Vainqueur                  | Finaliste               | Score                   |         |
| -- | ---------- | ------------------------------------------------------------- | --------------- | -------------- | ------------ | -------------------------- | ----------------------- | ----------------------- | ------- |
| 1  | 31-12-2023 | Brisbane International, Brisbane                              | ATP 250         | 661 585 $      | Dur (ext.)   | Grigor Dimitrov            | Holger Rune             | 7-65, 6-4               | Tableau |
| 2  | 01-01-2024 | Bank Of China Hong Kong Tennis Open, Hong Kong                | ATP 250         | 661 585 $      | Dur (ext.)   | Andrey Rublev              | Emil Ruusuvuori         | 6-4, 6-4                | Tableau |
| 3  | 08-01-2024 | Adelaide International, Adélaïde                              | ATP 250         | 661 585 $      | Dur (ext.)   | Jiří Lehečka               | Jack Draper             | 4-6, 6-4, 6-3           | Tableau |
| 4  | 08-01-2024 | ASB Classic, Auckland                                         | ATP 250         | 661 585 $      | Dur (ext.)   | Alejandro Tabilo           | Taro Daniel             | 6-2, 7-5                | Tableau |
| 5  | 15-01-2024 | Australian Open, Melbourne                                    | G. Chelem       | 38 923 200 AU$ | Dur (ext.)   | Jannik Sinner              | Daniil Medvedev         | 3-6, 3-6, 6-4, 6-4, 6-3 | Tableau |
| 6  | 29-01-2024 | Open Sud de France-Montpellier, Montpellier                   | ATP 250         | 579 320 €      | Dur (int.)   | Alexander Bublik           | Borna Ćorić             | 5-7, 6-2, 6-3           | Tableau |
| 7  | 05-02-2024 | Córdoba Open, Córdoba                                         | ATP 250         | 562 345 $      | Terre (ext.) | Luciano Darderi            | Facundo Bagnis          | 6-1, 6-4                | Tableau |
| 8  | 05-02-2024 | Dallas Open, Dallas                                           | ATP 250         | 756 020 $      | Dur (int.)   | Tommy Paul                 | Marcos Giron            | 7-63, 5-7, 6-3          | Tableau |
| 9  | 05-02-2024 | Open 13 Provence, Marseille                                   | ATP 250         | 724 015 €      | Dur (int.)   | Ugo Humbert                | Grigor Dimitrov         | 6-4, 6-3                | Tableau |
| 10 | 12-02-2024 | ABN AMRO Open, Rotterdam                                      | ATP 500         | 2 134 985 €    | Dur (int.)   | Jannik Sinner              | Alex de Minaur          | 7-5, 6-4                | Tableau |
| 11 | 12-02-2024 | IEB+ Argentina Open, Buenos Aires                             | ATP 250         | 642 615 $      | Terre (ext.) | Facundo Díaz Acosta        | Nicolás Jarry           | 6-3, 6-4                | Tableau |
| 12 | 12-02-2024 | Delray Beach Open, Delray Beach                               | ATP 250         | 661 585 $      | Dur (ext.)   | Taylor Fritz               | Tommy Paul              | 6-2, 6-3                | Tableau |
| 13 | 19-02-2024 | Rio Open presented by Claro, Rio de Janeiro                   | ATP 500         | 2 100 230 $    | Terre (ext.) | Sebastián Báez             | Mariano Navone          | 6-2, 6-1                | Tableau |
| 14 | 19-02-2024 | Qatar Exxonmobil Open, Doha                                   | ATP 250         | 1 395 875 $    | Dur (ext.)   | Karen Khachanov            | Jakub Menšík            | 7-612, 6-4              | Tableau |
| 15 | 19-02-2024 | Mifel Tennis Open by Telcel Oppo, Cabo San Lucas              | ATP 250         | 915 245 $      | Dur (ext.)   | Jordan Thompson            | Casper Ruud             | 6-3, 7-64               | Tableau |
| 16 | 26-02-2024 | Abierto Mexicano Telcel presentado por HSBC, Acapulco         | ATP 500         | 2 206 080 $    | Dur (ext.)   | Alex de Minaur             | Casper Ruud             | 6-4, 6-4                | Tableau |
| 17 | 26-02-2024 | Dubaï Duty Free Tennis Championships, Dubaï                   | ATP 500         | 2 941 785 $    | Dur (ext.)   | Ugo Humbert                | Alexander Bublik        | 6-4, 6-3                | Tableau |
| 18 | 26-02-2024 | Movistar Chile Open, Santiago                                 | ATP 250         | 661 585 $      | Terre (ext.) | Sebastián Báez             | Alejandro Tabilo        | 3-6, 6-0, 6-4           | Tableau |
| 19 | 04-03-2024 | BNP Paribas Open, Indian Wells                                | Masters 1000    | 9 495 555 $    | Dur (ext.)   | Carlos Alcaraz             | Daniil Medvedev         | 7-65, 6-1               | Tableau |
| 20 | 18-03-2024 | Miami Open presented by Itaú, Miami                           | Masters 1000    | 8 995 555 $    | Dur (ext.)   | Jannik Sinner              | Grigor Dimitrov         | 6-3, 6-1                | Tableau |
| 21 | 01-04-2024 | Fayez Sarofim & Co. US Men's Clay Court Championship, Houston | ATP 250         | 661 585 $      | Terre (ext.) | Ben Shelton                | Frances Tiafoe          | 7-5, 4-6, 6-3           | Tableau |
| 22 | 01-04-2024 | Grand Prix Hassan II, Marrakech                               | ATP 250         | 579 320 €      | Terre (ext.) | Matteo Berrettini          | Roberto Carballés Baena | 7-5, 6-2                | Tableau |
| 23 | 01-04-2024 | Millenium Estoril Open, Estoril                               | ATP 250         | 579 320 €      | Terre (ext.) | Hubert Hurkacz             | Pedro Martínez          | 6-3, 6-4                | Tableau |
| 24 | 08-04-2024 | Rolex Monte-Carlo Masters, Monte-Carlo                        | Masters 1000    | 5 950 575 €    | Terre (ext.) | Stéfanos Tsitsipás         | Casper Ruud             | 6-1, 6-4                | Tableau |
| 25 | 15-04-2024 | Barcelona Open Banc Sabadell, Barcelone                       | ATP 500         | 2 782 960 €    | Terre (ext.) | Casper Ruud                | Stéfanos Tsitsipás      | 7-5, 6-3                | Tableau |
| 26 | 15-04-2024 | Tiriac Open, Bucarest                                         | ATP 250         | 579 320 €      | Terre (ext.) | Márton Fucsovics           | Mariano Navone          | 6-4, 7-5                | Tableau |
| 27 | 15-04-2024 | BMW Open by American Express, Munich                          | ATP 250         | 579 320 €      | Terre (ext.) | Jan-Lennard Struff         | Taylor Fritz            | 7-5, 6-3                | Tableau |
| 28 | 22-04-2024 | Mutua Madrid Open, Madrid                                     | Masters 1000    | 7 877 020 €    | Terre (ext.) | Andrey Rublev              | Félix Auger-Aliassime   | 4-6, 7-5, 7-5           | Tableau |
| 29 | 06-05-2024 | Internazionali BNL d'Italia, Rome                             | Masters 1000    | 7 877 020 €    | Terre (ext.) | Alexander Zverev           | Nicolás Jarry           | 6-4, 7-5                | Tableau |
| 30 | 20-05-2024 | Gonet Geneva Open, Genève                                     | ATP 250         | 579 320 €      | Terre (ext.) | Casper Ruud                | Tomáš Macháč            | 7-5, 6-3                | Tableau |
| 31 | 20-05-2024 | Open Parc Auvergne-Rhône-Alpes Lyon, Lyon                     | ATP 250         | 579 320 €      | Terre (ext.) | Giovanni Mpetshi Perricard | Tomás Martín Etcheverry | 6-4, 1-6, 7-67          | Tableau |
| 32 | 27-05-2024 | Roland-Garros, Paris                                          | G. Chelem       | 24 961 000 €   | Terre (ext.) | Carlos Alcaraz             | Alexander Zverev        | 6-3, 2-6, 5-7, 6-1, 6-2 | Tableau |
| 33 | 10-06-2024 | Libema Open, Bois-le-Duc                                      | ATP 250         | 690 135 €      | Gazon (ext.) | Alex de Minaur             | Sebastian Korda         | 6-2, 6-4                | Tableau |
| 34 | 10-06-2024 | BOSS Open, Stuttgart                                          | ATP 250         | 734 915 €      | Gazon (ext.) | Jack Draper                | Matteo Berrettini       | 3-6, 7-65, 6-4          | Tableau |
| 35 | 17-06-2024 | Terra Wortmann Open, Halle                                    | ATP 500         | 2 255 655 €    | Gazon (ext.) | Jannik Sinner              | Hubert Hurkacz          | 7-68, 7-62              | Tableau |
| 36 | 17-06-2024 | Cinch Championships, Londres                                  | ATP 500         | 2 255 655 €    | Gazon (ext.) | Tommy Paul                 | Lorenzo Musetti         | 6-1, 7-68               | Tableau |
| 37 | 23-06-2024 | Mallorca Championships, Majorque                              | ATP 250         | 932 135 €      | Gazon (ext.) | Alejandro Tabilo           | Sebastian Ofner         | 6-3, 6-4                | Tableau |
| 38 | 24-06-2024 | Rothesay International, Eastbourne                            | ATP 250         | 740 160 €      | Gazon (ext.) | Taylor Fritz               | Max Purcell             | 6-4, 6-3                | Tableau |
| 39 | 01-07-2024 | The Championships, Wimbledon                                  | G. Chelem       | 20 747 000 £   | Gazon (ext.) | Carlos Alcaraz             | Novak Djokovic          | 6-2, 6-2, 7-64          | Tableau |
| 40 | 15-07-2024 | Hamburg Open, Hambourg                                        | ATP 500         | 1 891 995 €    | Terre (ext.) | Arthur Fils                | Alexander Zverev        | 6-3, 3-6, 7-61          | Tableau |
| 41 | 15-07-2024 | Infosys Hall of Fame Open, Newport                            | ATP 250         | 661 585 $      | Gazon (ext.) | Marcos Giron               | Alex Michelsen          | 64-7, 6-3, 7-5          | Tableau |
| 42 | 15-07-2024 | Nordea Open, Båstad                                           | ATP 250         | 579 320 €      | Terre (ext.) | Nuno Borges                | Rafael Nadal            | 6-3, 6-2                | Tableau |
| 43 | 15-07-2024 | EFG Swiss Open Gstaad, Gstaad                                 | ATP 250         | 579 320 €      | Terre (ext.) | Matteo Berrettini          | Quentin Halys           | 6-3, 6-1                | Tableau |
| 44 | 22-07-2024 | Plava Laguna Croatia Open, Umag                               | ATP 250         | 579 320 €      | Terre (ext.) | Francisco Cerúndolo        | Lorenzo Musetti         | 2-6, 6-4, 7-65          | Tableau |
| 45 | 22-07-2024 | Generali Open, Kitzbühel                                      | ATP 250         | 579 320 €      | Terre (ext.) | Matteo Berrettini          | Hugo Gaston             | 7-5, 6-3                | Tableau |
| 46 | 22-07-2024 | Atlanta Open, Atlanta                                         | ATP 250         | 756 020 $      | Dur (ext.)   | Yoshihito Nishioka         | Jordan Thompson         | 4-6, 7-62, 6-2          | Tableau |
| 47 | 27-07-2024 | Summer Olympic Tennis Event, Paris                            | J. olympiques   | NC $           | Terre (ext.) | Novak Djokovic             | Carlos Alcaraz          | 7-63, 7-62              | Tableau |
| 48 | 29-07-2024 | Mubadala Citi DC Open, Washington D.C.                        | ATP 500         | 2 100 230 $    | Dur (ext.)   | Sebastian Korda            | Flavio Cobolli          | 4-6, 6-2, 6-0           | Tableau |
| 49 | 05-08-2024 | National Bank Open Presented by Rogers, Montréal              | Masters 1000    | 6 795 555 $    | Dur (ext.)   | Alexei Popyrin             | Andrey Rublev           | 6-2, 6-4                | Tableau |
| 50 | 12-08-2024 | Cincinnati Open, Cincinnati                                   | Masters 1000    | 6 795 555 $    | Dur (ext.)   | Jannik Sinner              | Frances Tiafoe          | 7-64, 6-2               | Tableau |
| 51 | 19-08-2024 | Winston-Salem Open, Winston-Salem                             | ATP 250         | 779 780 $      | Dur (ext.)   | Lorenzo Sonego             | Alex Michelsen          | 6-0, 6-3                | Tableau |
| 52 | 26-08-2024 | US Open, Flushing Meadows                                     | G. Chelem       | 33 977 000 $   | Dur (ext.)   | Jannik Sinner              | Taylor Fritz            | 6-3, 6-4, 7-5           | Tableau |
| 53 | 16-09-2024 | Chengdu Open, Chengdu                                         | ATP 250         | 1 171 655 $    | Dur (ext.)   | Shang Juncheng             | Lorenzo Musetti         | 7-64, 6-1               | Tableau |
| 54 | 16-09-2024 | Hangzhou Open, Hangzhou                                       | ATP 250         | 1 000 630 $    | Dur (ext.)   | Marin Čilić                | Zhang Zhizhen           | 7-65, 7-65              | Tableau |
| 55 | 23-09-2024 | China Open, Pékin                                             | ATP 500         | 3 720 165 $    | Dur (ext.)   | Carlos Alcaraz             | Jannik Sinner           | 6-7, 6-4, 7-63          | Tableau |
| 56 | 23-09-2024 | Kinoshita Group Japan Open Tennis Championships, Tokyo        | ATP 500         | 1 818 380 $    | Dur (ext.)   | Arthur Fils                | Ugo Humbert             | 5-7, 7-66, 6-3          | Tableau |
| 57 | 30-09-2024 | Rolex Shanghai Masters, Shanghai                              | Masters 1000    | 8 995 555 $    | Dur (ext.)   | Jannik Sinner              | Novak Djokovic          | 7-64, 6-3               | Tableau |
| 58 | 14-10-2024 | Almaty Open, Almaty                                           | ATP 250         | 1 036 700 $    | Dur (int.)   | Karen Khachanov            | Gabriel Diallo          | 6-2, 5-7, 6-3           | Tableau |
| 59 | 14-10-2024 | European Open, Anvers                                         | ATP 250         | 690 135 €      | Dur (int.)   | Roberto Bautista-Agut      | Jiří Lehečka            | 7-5, 6-1                | Tableau |
| 60 | 14-10-2024 | BNP Paribas Nordic Open, Stockholm                            | ATP 250         | 690 135 €      | Dur (int.)   | Tommy Paul                 | Grigor Dimitrov         | 6-4, 6-3                | Tableau |
| 61 | 21-10-2024 | Swiss Indoors Basel, Bâle                                     | ATP 500         | 2 385 100 €    | Dur (int.)   | Giovanni Mpetshi Perricard | Ben Shelton             | 6-4, 7-64               | Tableau |
| 62 | 21-10-2024 | Erste Bank Open, Vienne                                       | ATP 500         | 2 470 310 €    | Dur (int.)   | Jack Draper                | Karen Khachanov         | 6-4, 7-5                | Tableau |
| 63 | 28-10-2024 | Rolex Paris Masters, Paris                                    | Masters 1000    | 5 950 575 €    | Dur (int.)   | Alexander Zverev           | Ugo Humbert             | 6-2, 6-2                | Tableau |
| 64 | 04-11-2024 | Belgrade Open, Belgrade                                       | ATP 250         | 579 320 €      | Dur (int.)   | Denis Shapovalov           | Hamad Medjedović        | 6-4, 6-4                | Tableau |
| 65 | 04-11-2024 | Moselle Open, Metz                                            | ATP 250         | 579 320 €      | Dur (int.)   | Benjamin Bonzi             | Cameron Norrie          | 7-66, 6-4               | Tableau |
| 66 | 10-11-2024 | Nitto ATP Finals, Turin                                       | Masters         | 15 250 000 $   | Dur (int.)   | Jannik Sinner              | Taylor Fritz            | 6-4, 6-4                | Tableau |
| 67 | 18-12-2024 | Next Gen ATP Finals, Djeddah                                  | Next Gen Finals | 2 050 000 $    | Dur (int.)   | João Fonseca               | Learner Tien            | 2-4, 4-38, 4-0, 4-2     |         |

### Double
| No | Date       | Nom et lieu du tournoi                                       | Catégorie     | Dotation       | Surface      | Vainqueurs                                   | Finalistes                               | Score              |         |
| -- | ---------- | ------------------------------------------------------------ | ------------- | -------------- | ------------ | -------------------------------------------- | ---------------------------------------- | ------------------ | ------- |
| 1  | 31-12-2023 | Brisbane International Brisbane                              | ATP 250       | 661 585 $      | Dur (ext.)   | Lloyd Glasspool Jean-Julien Rojer            | Kevin Krawietz Tim Pütz                  | 7-63, 5-7, [12-10] | Tableau |
| 2  | 01-01-2024 | Bank Of China Hong Kong Tennis Open Hong Kong                | ATP 250       | 661 585 $      | Dur (ext.)   | Marcelo Arévalo Mate Pavić                   | Sander Gillé Joran Vliegen               | 7-63, 6-4          | Tableau |
| 3  | 08-01-2024 | Adelaide International Adélaïde                              | ATP 250       | 661 585 $      | Dur (ext.)   | Rajeev Ram Joe Salisbury                     | Rohan Bopanna Matthew Ebden              | 7-5, 5-7, [11-9]   | Tableau |
| 4  | 08-01-2024 | ASB Classic Auckland                                         | ATP 250       | 661 585 $      | Dur (ext.)   | Wesley Koolhof Nikola Mektić                 | Marcel Granollers Horacio Zeballos       | 6-3, 65-7, [10-7]  | Tableau |
| 5  | 15-01-2024 | Australian Open Melbourne                                    | G. Chelem     | 38 923 200 AU$ | Dur (ext.)   | Rohan Bopanna Matthew Ebden                  | Simone Bolelli Andrea Vavassori          | 7-60, 7-5          | Tableau |
| 6  | 29-01-2024 | Open Sud de France-Montpellier Montpellier                   | ATP 250       | 579 320 €      | Dur (int.)   | Sadio Doumbia Fabien Reboul                  | Albano Olivetti Tristan-Samuel Weissborn | 65-7, 6-4, [10-6]  | Tableau |
| 7  | 05-02-2024 | Córdoba Open Córdoba                                         | ATP 250       | 562 345 $      | Terre (ext.) | Máximo González Andrés Molteni               | Sadio Doumbia Fabien Reboul              | 6-1, 6-4           | Tableau |
| 8  | 05-02-2024 | Dallas Open Dallas                                           | ATP 250       | 756 020 $      | Dur (int.)   | Max Purcell Jordan Thompson                  | William Blumberg Rinky Hijikata          | 6-4, 2-6, [10-8]   | Tableau |
| 9  | 05-02-2024 | Open 13 Provence Marseille                                   | ATP 250       | 724 015 €      | Dur (int.)   | Tomáš Macháč Zhang Zhizhen                   | Patrik Niklas-Salminen Emil Ruusuvuori   | 6-3, 6-4           | Tableau |
| 10 | 12-02-2024 | ABN AMRO Open Rotterdam                                      | ATP 500       | 2 134 985 €    | Dur (int.)   | Wesley Koolhof Nikola Mektić                 | Robin Haase Botic van de Zandschulp      | 6-3, 7-5           | Tableau |
| 11 | 12-02-2024 | IEB+ Argentina Open Buenos Aires                             | ATP 250       | 642 615 $      | Terre (ext.) | Simone Bolelli Andrea Vavassori              | Marcel Granollers Horacio Zeballos       | 6-2, 7-66          | Tableau |
| 12 | 12-02-2024 | Delray Beach Open Delray Beach                               | ATP 250       | 661 585 $      | Dur (ext.)   | Julian Cash Robert Galloway                  | Santiago González Neal Skupski           | 5-7, 7-5, [10-2]   | Tableau |
| 13 | 19-02-2024 | Rio Open presented by Claro Rio de Janeiro                   | ATP 500       | 2 100 230 $    | Terre (ext.) | Nicolás Barrientos Rafael Matos              | Alexander Erler Lucas Miedler            | 6-4, 6-3           | Tableau |
| 14 | 19-02-2024 | Qatar Exxonmobil Open Doha                                   | ATP 250       | 1 395 875 $    | Dur (ext.)   | Jamie Murray Michael Venus                   | Lorenzo Musetti Lorenzo Sonego           | 7-60, 2-6, [10-8]  | Tableau |
| 15 | 19-02-2024 | Mifel Tennis Open by Telcel Oppo Cabo San Lucas              | ATP 250       | 915 245 $      | Dur (ext.)   | Max Purcell Jordan Thompson                  | Gonzalo Escobar Aleksandr Nedovyesov     | 7-5, 7-62          | Tableau |
| 16 | 26-02-2024 | Abierto Mexicano Telcel presentado por HSBC Acapulco         | ATP 500       | 2 206 080 $    | Dur (ext.)   | Hugo Nys Jan Zieliński                       | Santiago González Neal Skupski           | 6-3, 6-2           | Tableau |
| 17 | 26-02-2024 | Dubaï Duty Free Tennis Championships Dubaï                   | ATP 500       | 2 941 785 $    | Dur (ext.)   | Tallon Griekspoor Jan-Lennard Struff         | Ivan Dodig Austin Krajicek               | 6-4, 4-6, [10-6]   | Tableau |
| 18 | 26-02-2024 | Movistar Chile Open Santiago                                 | ATP 250       | 661 585 $      | Terre (ext.) | Tomás Barrios Vera Alejandro Tabilo          | Orlando Luz Matías Soto                  | 6-2, 6-4           | Tableau |
| 19 | 04-03-2024 | BNP Paribas Open Indian Wells                                | Masters 1000  | 9 495 555 $    | Dur (ext.)   | Wesley Koolhof Nikola Mektić                 | Marcel Granollers Horacio Zeballos       | 7-62, 7-64         | Tableau |
| 20 | 18-03-2024 | Miami Open presented by Itaú Miami                           | Masters 1000  | 8 995 555 $    | Dur (ext.)   | Rohan Bopanna Matthew Ebden                  | Ivan Dodig Austin Krajicek               | 63-7, 6-3, [10-6]  | Tableau |
| 21 | 01-04-2024 | Fayez Sarofim & Co. US Men's Clay Court Championship Houston | ATP 250       | 661 585 $      | Terre (ext.) | Max Purcell Jordan Thompson                  | William Blumberg John Peers              | 7-5, 6-1           | Tableau |
| 22 | 01-04-2024 | Grand Prix Hassan II Marrakech                               | ATP 250       | 579 320 $      | Terre (ext.) | Harri Heliövaara Henry Patten                | Alexander Erler Lucas Miedler            | 3-6, 6-4, [10-4]   | Tableau |
| 23 | 01-04-2024 | Millenium Estoril Open Estoril                               | ATP 250       | 579 320 €      | Terre (ext.) | Gonzalo Escobar Aleksandr Nedovyesov         | Sadio Doumbia Fabien Reboul              | 7-5, 6-2           | Tableau |
| 24 | 08-04-2024 | Rolex Monte-Carlo Masters Monte-Carlo                        | Masters 1000  | 5 950 575 €    | Terre (ext.) | Sander Gillé Joran Vliegen                   | Marcelo Melo Alexander Zverev            | 5-7, 6-3, [10-5]   | Tableau |
| 25 | 15-04-2024 | Barcelona Open Banc Sabadell Barcelone                       | ATP 500       | 2 782 960 €    | Terre (ext.) | Máximo González Andrés Molteni               | Hugo Nys Jan Zieliński                   | 4-6, 6-4, [11-9]   | Tableau |
| 26 | 15-04-2024 | Tiriac Open Bucarest                                         | ATP 250       | 579 320 €      | Terre (ext.) | Sadio Doumbia Fabien Reboul                  | Harri Heliövaara Henry Patten            | 6-3, 7-5           | Tableau |
| 27 | 15-04-2024 | BMW Open by American Express Munich                          | ATP 250       | 579 320 €      | Terre (ext.) | Yuki Bhambri Albano Olivetti                 | Andreas Mies Jan-Lennard Struff          | 7-66, 7-65         | Tableau |
| 28 | 22-04-2024 | Mutua Madrid Open Madrid                                     | Masters 1000  | 7 877 020 €    | Terre (ext.) | Sebastian Korda Jordan Thompson              | Ariel Behar Adam Pavlásek                | 6-3, 7-67          | Tableau |
| 29 | 06-05-2024 | Internazionali BNL d'Italia Rome                             | Masters 1000  | 7 877 020 €    | Terre (ext.) | Marcel Granollers Horacio Zeballos           | Marcelo Arévalo Mate Pavić               | 6-2, 6-2           | Tableau |
| 30 | 20-05-2024 | Gonet Geneva Open Genève                                     | ATP 250       | 579 320 €      | Terre (ext.) | Marcelo Arévalo Mate Pavić                   | Lloyd Glasspool Jean-Julien Rojer        | 7-62, 7-5          | Tableau |
| 31 | 20-05-2024 | Open Parc Auvergne-Rhône-Alpes Lyon Lyon                     | ATP 250       | 579 320 €      | Terre (ext.) | Harri Heliövaara Henry Patten                | Yuki Bhambri Albano Olivetti             | 3-6, 7-64, [10-8]  | Tableau |
| 32 | 27-05-2024 | Roland-Garros Paris                                          | G. Chelem     | 24 961 000 €   | Terre (ext.) | Marcelo Arévalo Mate Pavić                   | Simone Bolelli Andrea Vavassori          | 7-5, 6-3           | Tableau |
| 33 | 10-06-2024 | Libema Open Bois-le-Duc                                      | ATP 250       | 690 135 €      | Gazon (ext.) | Nathaniel Lammons Jackson Withrow            | Wesley Koolhof Nikola Mektić             | 7-65, 7-63         | Tableau |
| 34 | 10-06-2024 | BOSS Open Stuttgart                                          | ATP 250       | 734 915 €      | Gazon (ext.) | Rafael Matos Marcelo Melo                    | Julian Cash Robert Galloway              | 3-6, 6-3, [10-8]   | Tableau |
| 35 | 17-06-2024 | Terra Wortmann Open Halle                                    | ATP 500       | 2 255 655 €    | Gazon (ext.) | Simone Bolelli Andrea Vavassori              | Kevin Krawietz Tim Pütz                  | 7-63, 7-65         | Tableau |
| 36 | 17-06-2024 | Cinch Championships Londres                                  | ATP 500       | 2 255 655 €    | Gazon (ext.) | Neal Skupski Michael Venus                   | Taylor Fritz Karen Khachanov             | 4-6, 7-65, [10-8]  | Tableau |
| 37 | 23-06-2024 | Mallorca Championships Majorque                              | ATP 250       | 932 135 €      | Gazon (ext.) | Julian Cash Robert Galloway                  | Diego Hidalgo Alejandro Tabilo           | 6-4, 6-4           | Tableau |
| 38 | 24-06-2024 | Rothesay International Eastbourne                            | ATP 250       | 740 160 €      | Gazon (ext.) | Neal Skupski Michael Venus                   | Matthew Ebden John Peers                 | 4-6, 7-62, [11-9]  | Tableau |
| 39 | 01-07-2024 | The Championships Wimbledon                                  | G. Chelem     | 20 747 000 £   | Gazon (ext.) | Harri Heliövaara Henry Patten                | Max Purcell Jordan Thompson              | 67-7, 7-68, 7-69   | Tableau |
| 40 | 15-07-2024 | Hamburg Open Hambourg                                        | ATP 500       | 1 891 995 €    | Terre (ext.) | Kevin Krawietz Tim Pütz                      | Fabien Reboul Édouard Roger-Vasselin     | 7-68, 6-2          | Tableau |
| 41 | 15-07-2024 | Infosys Hall of Fame Open Newport                            | ATP 250       | 661 585 $      | Gazon (ext.) | André Göransson Sem Verbeek                  | Robert Cash James Tracy                  | 6-3, 6-4           | Tableau |
| 42 | 15-07-2024 | Nordea Open Båstad                                           | ATP 250       | 579 320 €      | Terre (ext.) | Orlando Luz Rafael Matos                     | Manuel Guinard Grégoire Jacq             | 7-5, 6-4           | Tableau |
| 43 | 15-07-2024 | EFG Swiss Open Gstaad Gstaad                                 | ATP 250       | 579 320 €      | Terre (ext.) | Yuki Bhambri Albano Olivetti                 | Ugo Humbert Fabrice Martin               | 3-6, 6-3, [10-6]   | Tableau |
| 44 | 22-07-2024 | Plava Laguna Croatia Open Umag                               | ATP 250       | 579 320 €      | Terre (ext.) | Guido Andreozzi Miguel Ángel Reyes-Varela    | Manuel Guinard Grégoire Jacq             | 6-4, 6-2           | Tableau |
| 45 | 22-07-2024 | Generali Open Kitzbühel                                      | ATP 250       | 579 320 €      | Terre (ext.) | Alexander Erler Andreas Mies                 | Constantin Frantzen Hendrik Jebens       | 6-3, 3-6, [10-6]   | Tableau |
| 46 | 22-07-2024 | Atlanta Open Atlanta                                         | ATP 250       | 756 020 $      | Dur (ext.)   | Nathaniel Lammons Jackson Withrow            | André Göransson Sem Verbeek              | 4-6, 6-4, [12-10]  | Tableau |
| 47 | 27-07-2024 | Summer Olympic Tennis Event Paris                            | J. olympiques | NC $           | Terre (ext.) | John Peers · Matthew Ebden                   | Austin Krajicek · Rajeev Ram             | 6-7, 7-61, [10-8]  | Tableau |
| 48 | 29-07-2024 | Mubadala Citi DC Open Washington D.C.                        | ATP 500       | 2 100 230 $    | Dur (ext.)   | Nathaniel Lammons Jackson Withrow            | Rafael Matos Marcelo Melo                | 7-5, 6-3           | Tableau |
| 49 | 05-08-2024 | National Bank Open Presented by Rogers Montréal              | Masters 1000  | 6 795 555 $    | Dur (ext.)   | Marcel Granollers Horacio Zeballos           | Rajeev Ram Joe Salisbury                 | 6-2, 7-64          | Tableau |
| 50 | 12-08-2024 | Cincinnati Open Cincinnati                                   | Masters 1000  | 6 795 555 $    | Dur (ext.)   | Marcelo Arévalo Mate Pavić                   | Mackenzie McDonald Alex Michelsen        | 6-2, 6-4           | Tableau |
| 51 | 19-08-2024 | Winston-Salem Open Winston-Salem                             | ATP 250       | 779 780 $      | Dur (ext.)   | Nathaniel Lammons Jackson Withrow            | Julian Cash Robert Galloway              | 6-4, 6-3           | Tableau |
| 52 | 26-08-2024 | US Open Flushing Meadows                                     | G. Chelem     | 33 977 000 $   | Dur (ext.)   | Max Purcell Jordan Thompson                  | Kevin Krawietz Tim Pütz                  | 6-4, 7-64          | Tableau |
| 53 | 16-09-2024 | Chengdu Open Chengdu                                         | ATP 250       | 1 171 655 $    | Dur (ext.)   | Sadio Doumbia Fabien Reboul                  | Yuki Bhambri Albano Olivetti             | 6-4, 4-6, [10-4]   | Tableau |
| 54 | 16-09-2024 | Hangzhou Open Hangzhou                                       | ATP 250       | 1 000 630 $    | Dur (ext.)   | Jeevan Nedunchezhiyan Vijay Sundar Prashanth | Constantin Frantzen Hendrik Jebens       | 4-6, 7-65, [10-7]  | Tableau |
| 55 | 23-09-2024 | China Open Pékin                                             | ATP 500       | 3 720 165 $    | Dur (ext.)   | Simone Bolelli Andrea Vavassori              | Harri Heliövaara Henry Patten            | 4-6, 6-3, [10-5]   | Tableau |
| 56 | 23-09-2024 | Kinoshita Group Japan Open Tennis Championships Tokyo        | ATP 500       | 1 818 380 $    | Dur (ext.)   | Julian Cash Lloyd Glasspool                  | Ariel Behar Robert Galloway              | 6-4, 4-6, [12-10]  | Tableau |
| 57 | 30-09-2024 | Rolex Shanghai Masters Shanghai                              | Masters 1000  | 8 995 555 $    | Dur (ext.)   | Wesley Koolhof Nikola Mektić                 | Máximo González Andrés Molteni           | 6-4, 6-4           | Tableau |
| 58 | 14-10-2024 | Almaty Open Almaty                                           | ATP 250       | 1 036 700 $    | Dur (int.)   | Rithvik Choudary Bollipalli Arjun Kadhe      | Nicolás Barrientos Skander Mansouri      | 3-6, 7-63, [14-12] | Tableau |
| 59 | 14-10-2024 | European Open Anvers                                         | ATP 250       | 690 135 €      | Dur (int.)   | Alexander Erler Lucas Miedler                | Robert Galloway Aleksandr Nedovyesov     | 6-4, 1-6, [10-8]   | Tableau |
| 60 | 14-10-2024 | BNP Paribas Nordic Open Stockholm                            | ATP 250       | 690 135 €      | Dur (int.)   | Harri Heliövaara Henry Patten                | Petr Nouza Patrik Rikl                   | 7-5, 6-3           | Tableau |
| 61 | 21-10-2024 | Swiss Indoors Basel Bâle                                     | ATP 500       | 2 385 100 €    | Dur (int.)   | Jamie Murray John Peers                      | Wesley Koolhof Nikola Mektić             | 6-3, 7-5           | Tableau |
| 62 | 21-10-2024 | Erste Bank Open Vienne                                       | ATP 500       | 2 470 310 €    | Dur (int.)   | Alexander Erler Lucas Miedler                | Neal Skupski Michael Venus               | 4-6, 6-3, [10-1]   | Tableau |
| 63 | 28-10-2024 | Rolex Paris Masters Paris                                    | Masters 1000  | 5 950 575 €    | Dur (int.)   | Wesley Koolhof Nikola Mektić                 | Lloyd Glasspool Adam Pavlásek            | 3-6, 6-3, [10-5]   | Tableau |
| 64 | 04-11-2024 | Belgrade Open Belgrade                                       | ATP 250       | 579 320 €      | Dur (int.)   | Jamie Murray John Peers                      | Ivan Dodig Skander Mansouri              | 3-6, 7-65, [11-9]  | Tableau |
| 65 | 04-11-2024 | Moselle Open Metz                                            | ATP 250       | 579 320 €      | Dur (int.)   | Sander Arends Luke Johnson                   | Pierre-Hugues Herbert Albano Olivetti    | 6-4, 3-6, [10-3]   | Tableau |
| 66 | 10-11-2024 | Nitto ATP Finals Turin                                       | Masters       | 15 250 000 $   | Dur (int.)   | Kevin Krawietz Tim Pütz                      | Marcelo Arévalo Mate Pavić               | 7-65, 7-66         | Tableau |

### Double mixte
| No | Date       | Nom et lieu du tournoi            | Catégorie     | Dotation    | Surface      | Vainqueurs                             | Finalistes                       | Score             |         |
| -- | ---------- | --------------------------------- | ------------- | ----------- | ------------ | -------------------------------------- | -------------------------------- | ----------------- | ------- |
| 1  | 15/01/2024 | Australian Open Melbourne         | G. Chelem     | 681 600 AU$ | Dur (ext.)   | Hsieh Su-wei Jan Zieliński             | Desirae Krawczyk Neal Skupski    | 65-7, 6-4, [11-9] | Tableau |
| 2  | 27/05/2024 | Roland-Garros Paris               | G. Chelem     | 475 000 €   | Terre (ext.) | Laura Siegemund Édouard Roger-Vasselin | Desirae Krawczyk Neal Skupski    | 6-4, 7-5          | Tableau |
| 3  | 01/07/2024 | The Championships Wimbledon       | G. Chelem     | 465 000 £   | Gazon (ext.) | Hsieh Su-wei Jan Zieliński             | Giuliana Olmos Santiago González | 6-4, 6-2          | Tableau |
| 4  | 27/07/2024 | Summer Olympic Tennis Event Paris | J. olympiques | NC $        | Terre (ext.) | Kateřina Siniaková · Tomáš Macháč      | Wang Xinyu · Zhang Zhizhen       | 6-2, 5-7, [10-8]  | Tableau |
| 5  | 26/08/2024 | US Open Flushing Meadows          | G. Chelem     | 802 000 $   | Dur (ext.)   | Sara Errani Andrea Vavassori           | Taylor Townsend Donald Young     | 7-60, 7-5         | Tableau |

### Compétitions par équipes
|  | Équipe 1 | Score | Équipe 2  |  |
|  | Pologne  | 1 – 2 | Allemagne |  |

| Ordre des matchs | Joueurs                            | Points au premier set | Points au second set | Points au troisième set |
| ---------------- | ---------------------------------- | --------------------- | -------------------- | ----------------------- |
| 1                | Iga Świątek                        | 6                     | 6                    |                         |
| 1                | Angelique Kerber                   | 3                     | 0                    |                         |
|                  |                                    |                       |                      |                         |
| 2                | Hubert Hurkacz                     | 7                     | 6                    | 4                       |
| 2                | Alexander Zverev                   | 63                    | 7                    | 6                       |
|                  |                                    |                       |                      |                         |
| 3                | Iga Świątek - Hubert Hurkacz       | 4                     | 7                    | 4                       |
| 3                | Laura Siegemund - Alexander Zverev | 6                     | 5                    | 10                      |

|  | Équipe 1 | Score | Équipe 2 |  |
|  | Italie   | 2 – 0 | Pays-Bas |  |

| Ordre des matchs | Joueurs                                  | Points au premier set | Points au second set | Points au troisième set |
| ---------------- | ---------------------------------------- | --------------------- | -------------------- | ----------------------- |
| 1                | Matteo Berrettini                        | 6                     | 6                    |                         |
| 1                | Botic van de Zandschulp                  | 4                     | 2                    |                         |
|                  |                                          |                       |                      |                         |
| 2                | Jannik Sinner                            | 7                     | 6                    |                         |
| 2                | Tallon Griekspoor                        | 62                    | 2                    |                         |
|                  |                                          |                       |                      |                         |
| 3 (sans enjeu)   | Simone Bolelli - Andrea Vavassori        | Non                   | joué                 |                         |
| 3 (sans enjeu)   | Wesley Koolhof - Botic van de Zandschulp |                       |                      |                         |

## Informations statistiques

### En simple
| Joueur         | Période               | Semaines | Cumul |
| -------------- | --------------------- | -------- | ----- |
| Novak Djokovic | 1er janvier - 9 juin  | 23       | 23    |
| Jannik Sinner  | 10 juin - 29 décembre | 29       | 29    |

| Joueur                     | Nombre | Titre(s)                                                                          |
| -------------------------- | ------ | --------------------------------------------------------------------------------- |
| Jannik Sinner              | 8      | Open d'Australie, Rotterdam, Miami, Halle, Cincinnati, US Open, Shanghai, Masters |
| Carlos Alcaraz             | 4      | Indian Wells, Roland-Garros, Wimbledon, Pékin                                     |
| Matteo Berrettini          | 3      | Marrakech, Gstaad, Kitzbühel                                                      |
| Tommy Paul                 | 3      | Dallas, Queen's, Stockholm                                                        |
| Sebastián Báez             | 2      | Rio de Janeiro, Santiago                                                          |
| Alex de Minaur             | 2      | Acapulco, Bois-le-Duc                                                             |
| Jack Draper                | 2      | Stuttgart, Vienne                                                                 |
| Arthur Fils                | 2      | Hambourg, Tokyo                                                                   |
| Taylor Fritz               | 2      | Delray Beach, Eastbourne                                                          |
| Ugo Humbert                | 2      | Marseille, Dubaï                                                                  |
| Karen Khachanov            | 2      | Doha, Almaty                                                                      |
| Giovanni Mpetshi Perricard | 2      | Lyon, Bâle                                                                        |
| Andrey Rublev              | 2      | Hong Kong, Madrid                                                                 |
| Casper Ruud                | 2      | Barcelone, Genève                                                                 |
| Alejandro Tabilo           | 2      | Auckland, Majorque                                                                |
| Alexander Zverev           | 2      | Rome, Paris-Bercy                                                                 |
| Roberto Bautista-Agut      | 1      | Anvers                                                                            |
| Benjamin Bonzi             | 1      | Metz                                                                              |
| Nuno Borges                | 1      | Båstad                                                                            |
| Alexander Bublik           | 1      | Montpellier                                                                       |
| Francisco Cerúndolo        | 1      | Umag                                                                              |
| Marin Čilić                | 1      | Hangzhou                                                                          |
| Luciano Darderi            | 1      | Córdoba                                                                           |
| Facundo Díaz Acosta        | 1      | Buenos Aires                                                                      |
| Grigor Dimitrov            | 1      | Brisbane                                                                          |
| Novak Djokovic             | 1      | Jeux olympiques                                                                   |
| Márton Fucsovics           | 1      | Bucarest                                                                          |
| Marcos Giron               | 1      | Newport                                                                           |
| Hubert Hurkacz             | 1      | Estoril                                                                           |
| Sebastian Korda            | 1      | Washington                                                                        |
| Jiří Lehečka               | 1      | Adélaïde                                                                          |
| Yoshihito Nishioka         | 1      | Atlanta                                                                           |
| Alexei Popyrin             | 1      | Montréal                                                                          |
| Shang Juncheng             | 1      | Chengdu                                                                           |
| Denis Shapovalov           | 1      | Belgrade                                                                          |
| Ben Shelton                | 1      | Houston                                                                           |
| Lorenzo Sonego             | 1      | Winston-Salem                                                                     |
| Jan-Lennard Struff         | 1      | Munich                                                                            |
| Jordan Thompson            | 1      | Los Cabos                                                                         |
| Stéfanos Tsitsipás         | 1      | Monte-Carlo                                                                       |

| Joueur                     | Début de carrière | Premier titre |
| -------------------------- | ----------------- | ------------- |
| Benjamin Bonzi             | 2014              | Metz          |
| Nuno Borges                | 2019              | Båstad        |
| Luciano Darderi            | 2019              | Córdoba       |
| Facundo Díaz Acosta        | 2018              | Buenos Aires  |
| Jack Draper                | 2018              | Stuttgart     |
| Marcos Giron               | 2014              | Newport       |
| Jiří Lehečka               | 2020              | Adélaïde      |
| Giovanni Mpetshi Perricard | 2021              | Lyon          |
| Shang Juncheng             | 2021              | Chengdu       |
| Jan-Lennard Struff         | 2009              | Munich        |
| Alejandro Tabilo           | 2015              | Auckland      |
| Jordan Thompson            | 2013              | Los Cabos     |

| Pays        | Total | Nombre par surface | Nombre par surface | Nombre par surface | Titre(s) |
| Pays        | Total | Dur                | Terre              | Gazon              | Titre(s) |
| Italie      | 13    | 8                  | 4                  | 1                  | Open d'Australie, Córdoba, Rotterdam, Miami, Marrakech, Halle, Gstaad, Kitzbühel, Cincinnati, Winston-Salem, US Open, Shanghai, Masters |
| États-Unis  | 8     | 4                  | 1                  | 3                  | Dallas, Delray Beach, Houston, Queen's, Eastbourne, Newport, Washington, Stockholm                                                      |
| France      | 7     | 5                  | 2                  | 0                  | Marseille, Dubaï, Lyon, Hambourg, Tokyo, Bâle, Metz                                                                                     |
| Espagne     | 5     | 3                  | 1                  | 1                  | Indian Wells, Roland-Garros, Wimbledon, Pékin, Anvers                                                                                   |
| Argentine   | 4     | 0                  | 4                  | 0                  | Buenos Aires, Rio de Janeiro, Santiago, Umag                                                                                            |
| Australie   | 4     | 3                  | 0                  | 1                  | Los Cabos, Acapulco, Bois-le-Duc, Montréal                                                                                              |
| Allemagne   | 3     | 1                  | 2                  | 0                  | Munich, Rome, Paris-Bercy |
| Chili       | 2     | 1                  | 0                  | 1                  | Auckland, Majorque |
| Norvège     | 2     | 0                  | 2                  | 0                  | Barcelone, Genève |
| Royaume-Uni | 2     | 1                  | 0                  | 1                  | Stuttgart, Vienne |
| Bulgarie    | 1     | 1                  | 0                  | 0                  | Brisbane |
| Canada      | 1     | 1                  | 0                  | 0                  | Belgrade |
| Chine       | 1     | 1                  | 0                  | 0                  | Chengdu |
| Croatie     | 1     | 1                  | 0                  | 0                  | Hangzhou |
| Grèce       | 1     | 0                  | 1                  | 0                  | Monte-Carlo |
| Hongrie     | 1     | 0                  | 1                  | 0                  | Bucarest |
| Japon       | 1     | 1                  | 0                  | 0                  | Atlanta |
| Kazakhstan  | 1     | 1                  | 0                  | 0                  | Montpellier |
| Pologne     | 1     | 0                  | 1                  | 0                  | Estoril |
| Portugal    | 1     | 0                  | 1                  | 0                  | Båstad |
| Serbie      | 1     | 0                  | 1                  | 0                  | Jeux olympiques |
| Tchéquie    | 1     | 1                  | 0                  | 0                  | Adélaïde |

### En double
| Joueur                             | Période                   | Semaines | Cumul |
| ---------------------------------- | ------------------------- | -------- | ----- |
| Austin Krajicek                    | 1er janvier - 28 janvier  | 4        | 4     |
| Rohan Bopanna                      | 29 janvier - 25 février   | 4        | 4     |
| Matthew Ebden                      | 26 février - 3 mars       | 1        | 1     |
| Rohan Bopanna                      | 4 mars - 17 mars          | 2        | 6     |
| Austin Krajicek                    | 18 mars - 31 mars         | 2        | 6     |
| Rohan Bopanna                      | 1er avril - 14 avril      | 2        | 8     |
| Matthew Ebden                      | 15 avril - 5 mai          | 3        | 4     |
| Marcel Granollers Horacio Zeballos | 6 mai - 9 juin            | 5        | 5     |
| Matthew Ebden                      | 10 juin - 14 juillet      | 5        | 9     |
| Marcel Granollers Horacio Zeballos | 15 juillet - 10 novembre  | 17       | 22    |
| Marcelo Arévalo Mate Pavić         | 11 novembre - 29 décembre | 7        | 7     |

| Joueur            | Nombre | Titres                                                   |
| ----------------- | ------ | -------------------------------------------------------- |
| Wesley Koolhof    | 5      | Auckland, Rotterdam, Indian Wells, Shanghai, Paris-Bercy |
| Nikola Mektić     | 5      | Auckland, Rotterdam, Indian Wells, Shanghai, Paris-Bercy |
| Jordan Thompson   | 5      | Dallas, Los Cabos, Houston, Madrid, US Open              |
| Marcelo Arévalo   | 4      | Hong Kong, Genève, Roland-Garros, Cincinnati             |
| Mate Pavić        | 4      | Hong Kong, Genève, Roland-Garros, Cincinnati             |
| Harri Heliövaara  | 4      | Marrakech, Lyon, Wimbledon, Stockholm                    |
| Henry Patten      | 4      | Marrakech, Lyon, Wimbledon, Stockholm                    |
| Nathaniel Lammons | 4      | Bois-le-Duc, Atlanta, Washington, Winston-Salem          |
| Jackson Withrow   | 4      | Bois-le-Duc, Atlanta, Washington, Winston-Salem          |
| Max Purcell       | 4      | Dallas, Los Cabos, Houston, US Open                      |
| Simone Bolelli    | 3      | Buenos Aires, Halle, Pékin                               |
| Andrea Vavassori  | 3      | Buenos Aires, Halle, Pékin                               |
| Julian Cash       | 3      | Delray Beach, Majorque, Tokyo                            |
| Sadio Doumbia     | 3      | Montpellier, Bucarest, Chengdu                           |
| Fabien Reboul     | 3      | Montpellier, Bucarest, Chengdu                           |
| Matthew Ebden     | 3      | Open d'Australie, Miami, Jeux olympiques                 |
| Alexander Erler   | 3      | Kitzbühel, Anvers, Vienne                                |
| Rafael Matos      | 3      | Rio de Janeiro, Stuttgart, Båstad                        |
| Jamie Murray      | 3      | Doha, Bâle, Belgrade                                     |
| John Peers        | 3      | Jeux olympiques, Bâle, Belgrade                          |
| Michael Venus     | 3      | Doha, Queen's, Eastbourne                                |
| Yuki Bhambri      | 2      | Munich, Gstaad                                           |
| Albano Olivetti   | 2      | Munich, Gstaad                                           |
| Rohan Bopanna     | 2      | Open d'Australie, Miami                                  |
| Robert Galloway   | 2      | Delray Beach, Majorque                                   |
| Lloyd Glasspool   | 2      | Brisbane, Tokyo                                          |
| Máximo González   | 2      | Córdoba, Barcelone                                       |
| Andrés Molteni    | 2      | Córdoba, Barcelone                                       |
| Marcel Granollers | 2      | Rome, Montréal                                           |
| Horacio Zeballos  | 2      | Rome, Montréal                                           |
| Kevin Krawietz    | 2      | Hambourg, Masters                                        |
| Tim Pütz          | 2      | Hambourg, Masters                                        |
| Lucas Miedler     | 2      | Anvers, Vienne                                           |
| Neal Skupski      | 2      | Queen's, Eastbourne                                      |

| Pays             | Nombre | Titres |
| ---------------- | ------ | --- |
| Royaume-Uni      | 15     | Brisbane, Adélaïde, Delray Beach, Doha, Marrakech, Lyon, Queen's, Eastbourne, Majorque, Wimbledon, Tokyo, Stockholm, Bâle, Belgrade, Metz |
| Australie        | 10     | Open d'Australie, Dallas, Los Cabos, Miami, Houston, Madrid, Jeux olympiques, US Open, Bâle, Belgrade                                     |
| Croatie          | 9      | Hong Kong, Auckland, Rotterdam, Indian Wells, Genève, Roland-Garros, Cincinnati, Shanghai, Paris-Bercy                                    |
| Pays-Bas         | 9      | Brisbane, Auckland, Rotterdam, Dubaï, Indian Wells, Newport, Shanghai, Paris-Bercy, Metz                                                  |
| États-Unis       | 8      | Adélaïde, Delray Beach, Madrid, Bois-le-Duc, Majorque, Atlanta, Washington, Winston-Salem                                                 |
| Inde             | 6      | Open d'Australie, Miami, Munich, Gstaad, Hangzhou, Almaty                                                                                 |
| Argentine        | 5      | Córdoba, Barcelone, Rome, Umag, Montréal                                                                                                  |
| France           | 5      | Montpellier, Bucarest, Munich, Gstaad, Chengdu                                                                                            |
| Allemagne        | 4      | Dubaï, Hambourg, Kitzbühel, Masters |
| Finlande         | 4      | Marrakech, Lyon, Wimbledon, Stockholm |
| Salvador         | 4      | Hong Kong, Genève, Roland-Garros, Cincinnati                                                                                              |
| Autriche         | 3      | Kitzbühel, Anvers, Vienne |
| Brésil           | 3      | Rio de Janeiro, Stuttgart, Båstad |
| Italie           | 3      | Buenos Aires, Halle, Pékin |
| Nouvelle-Zélande | 3      | Doha, Queen's, Eastbourne |
| Espagne          | 2      | Rome, Montréal |
| Belgique         | 1      | Monte-Carlo |
| Chili            | 1      | Santiago |
| Chine            | 1      | Marseille |
| Colombie         | 1      | Rio de Janeiro |
| Équateur         | 1      | Estoril |
| Kazakhstan       | 1      | Estoril |
| Mexique          | 1      | Umag |
| Monaco           | 1      | Acapulco |
| Pologne          | 1      | Acapulco |
| Suède            | 1      | Newport |
| Tchéquie         | 1      | Marseille |

## Retraits du circuit
Date du dernier match ou de l'annonce entre parenthèses
- Artem Sitak (09/01/2024)[9]
- John Millman (19/01/2024)[10]
- Attila Balázs (03/02/2024)[11]
- Ernests Gulbis (11/02/2024)[12]
- Federico Delbonis (13/02/2024)[13]
- Ivo Karlović (21/02/2024)[14]
- Steve Johnson (10/03/2024)[15]
- João Sousa (03/04/2024)[16]
- Lukáš Rosol (04/04/2024)[17]
- Ben McLachlan (06/04/2024)[18]
- Philipp Oswald (23/07/2024)[19]
- Roman Jebavý (31/07/2024)[20]
- Andy Murray (01/08/2024)[21]
- Filip Krajinović (20/08/2024)[22]
- Donald Young (05/09/2024)[23]
- Ryan Harrison (12/09/2024)[24]
- Aisam-Ul-Haq Qureshi (15/09/2024)[25]
- Andrey Golubev (16/09/2024)[26]
- Pablo Cuevas (24/09/2024)[27]
- Tatsuma Ito (12/10/2024)[28]
- Dominic Thiem (22/10/2024)[29]
- Dustin Brown (04/11/2024)[30]
- Rafael Nadal (19/11/2024)[31]
- Wesley Koolhof (24/11/2024)[32]
- Igor Zelenay (25/12/2024)[33]

## Retours
Date du premier match ou de l'annonce entre parenthèses
- Martin Kližan (09/01/2024)